# BC Vysočina
BC Vysočina (celým názvem: Basketball Club Vysočina) je český basketbalový klub, který sídlí v Jihlavě v Kraji Vysočina. Založen byl v roce 1949 jako součást jihlavského Sokola. Od sezóny 2013/14 působí ve druhé české nejvyšší basketbalové soutěži, známé pod názvem 1. celostátní liga mužů. Klubové barvy jsou žlutá a černá.
Své domácí zápasy odehrává v hale SMJ Jihlava s kapacitou 300 diváků.

## Historické názvy
Zdroj:
- 1949 – Sokol Jihlava
- 1953 – TJ Tatran Jihlava (Tělovýchovná jednota Tatran Jihlava)
- 1958 – TJ Dynamo Jihlava (Tělovýchovná jednota Dynamo Jihlava)
- 1966 – TJ Spartak Jihlava (Tělovýchovná jednota Spartak Jihlava)
- 199? – BK Jihlava (Basketbalový klub Jihlava)
- 2008 – BC Vysočina (Basketball Club Vysočina)

## Umístění v jednotlivých sezonách
Zdroj:
Legenda: ZČ - základní část, červené podbarvení - sestup, zelené podbarvení - postup, fialové podbarvení - reorganizace, změna skupiny či soutěže
| Česko (2003 – ) |                 |           |                    |           |                                    |
| Sezóna          | Název v ročníku | Úroveň    | Soutěž             | ZČ        | Play-off                           |
| 2003/04         | BK Jihlava      | 2. úroveň | 2. liga            | 7. místo  | Čtvrtfinále                        |
| 2004/05         | BK Jihlava      | 2. úroveň | 2. liga            | 13. místo | Sestup                             |
| 2005/06         | BK Jihlava      | 3. úroveň | 3. liga – sk. C    | 9. místo  | Sestup                             |
| 2006/07         | BK Jihlava      | 4. úroveň | Oblastní přebor I. | ?. místo  | Postup                             |
| 2007/08         | BK Jihlava      | 3. úroveň | 2. liga – sk. C    | 10. místo | Sestup                             |
| 2008/09         | BC Vysočina     | 4. úroveň | Oblastní přebor I. | ?. místo  |                                    |
| 2009/10         | BC Vysočina     | 4. úroveň | Oblastní přebor I. | ?. místo  | Postup                             |
| 2010/11         | BC Vysočina     | 3. úroveň | 2. liga – sk. B    | 4. místo  | Semifinále                         |
| 2011/12         | BC Vysočina     | 3. úroveň | 2. liga – sk. B    | 6. místo  |                                    |
| 2012/13         | BC Vysočina     | 3. úroveň | 2. liga – sk. B    | 2. místo  | Semifinále; administrativní postup |
| 2013/14         | BC Vysočina     | 2. úroveň | 1. liga            | 8. místo  | Čtvrtfinále                        |
| 2014/15         | BC Vysočina     | 2. úroveň | 1. liga            | 9. místo  | Předkolo                           |
| 2015/16         | BC Vysočina     | 2. úroveň | 1. liga            | 14. místo |                                    |
| 2016/17         | BC Vysočina     | 2. úroveň | 1. liga            | 19. místo |                                    |
| 2017/18         | BC Vysočina     | 2. úroveň | 1. liga            | 2. místo  | Finále (prohra)                    |
| 2018/19         | BC Vysočina     | 2. úroveň | 1. liga            | 8. místo  | Čtvrtfinále                        |
| 2019/20         | BC Vysočina     | 2. úroveň | 1. liga            | 12. místo |                                    |
| 2020/21         | BC Vysočina     | 2. úroveň | 1. liga            |           | COVID-19                           |
| 2021/22         | BC Vysočina     | 2. úroveň | 1. liga            | 18. místo |                                    |
| 2022/23         | BC Vysočina     | 2. úroveň | 1. liga            | 20. místo | Sestup                             |
| 2023/24         | BC Vysočina     | 3. úroveň | 2. liga – sk. A    |           |                                    |